# LaMB
A LaMB szingapúri–japán számítógépes animációs film, az Animax saját gyártású filmje. A filmet Tei Rjószuke rendezte Carmelo S. J. Juinio története alapján, aki a 2007-es Animax taisó egyik döntőse volt. Az illusztrációkat Szoedzsima Jaszufumi készítette, a filmben a Simple Plan és a The Click Five dalai hallhatóak.
A LaMB szingapúri bemutatója 2009. március 24-én volt, az Egyesült Államokban egy héttel később. Magyarországon szintén az Animax vetítette, először 2011. január 29-én, majd az AXN Sci-Fi-n is látható volt.
A film a távoli jövőben játszódik egy Cerra nevű bolygón, ahol látszólag tökéletes rendszerét vezették be az igazságszolgáltatásnak és a bebörtönzésnek, amelyet „laminálásnak” neveznek. A bűnözőket egy laminált öltözetbe helyezik, amely megfosztja önálló gondolataiktól és virtuális rabszolgaságba taszítja őket. Az ilyen bűnözőket „bárány”-oknak (LaMB) nevezik. A főhős, Dr. Jack Griswold harcol a „lamináció” politikai és etikai rendszerével és ezalatt romantikus kapcsolat bontakozik ki közte és egy „LaMB” között.

## Cselekmény
2272-t írunk. Dr. Jack Griswold felesége halála után megbízást kap a Cerra nevű bolygón, hogy segítse felvirágoztatni a kietlen, sivatagos planétát, amelyet az emberiség az egyik új otthonának jelölt ki. A doktort Szuzuki Keiko speciális műveleti tiszt fogadja a Terraformálási Központtól és kíséri Rita Goldberg, a szervezet feje elé, akinek kétségei vannak Griswold sikerességével kapcsolatban. A helyzet nem egyszerű, a terraformálás mindeddig sikertelennek bizonyult, az emberek pedig lázadoznak a bolygó sajátos igazságszolgáltatása ellen: „a Cerrán nincsenek fegyencek, csak örök szépség”, azaz „bárány”-ok (LaMB).
Mikor Griswoldre rátámad a takarítórobotja, Keiko felajánl a növénykutatásának segítésére egy „bárányt”. A „bárány”-ok olyan elítéltek, akiket laminált öltözetbe helyeztek, amely amellett, hogy bizonyos képességeiket felerősíti, megfosztja önálló gondolataiktól és virtuális rabszolgaságba taszítja őket. Ezeket a félig kiborggá változtatott embereket rabszolgaként adják veszik a szabad emberek, emellett a „LaMB”-eknek szigorúan tilos érintkezniük gazdájukkal, különben elektromos sokkal válaszol az öltözékük, de a „pásztor”-ok feladata gondoskodni a „bárány”-okról. Griswold választása Eve1135-re esik.
Griswold hamarosan kapcsolatba kerül az ellenállással, amikor a rendszer ellen küzdő, „Farkasok”-nak nevezett csoport tagjai veszik üldözőbe és támadnak rá és Eve-re. Megtudja tőlük a teljes igazságot a bárányokról. A csoportot azonban letartóztatják, röviddel később Szuzuki Keiko is erre a sorsra jut, amikor Goldberg leleplezi. Griswold megtudja, hogy Eve valódi neve Sara Integra őrnagy, s egykor a Terraformálási Hivatal feje volt, akit egy félresikerült kísérlet miatt ítéltek el. Ekkor vesztette el Keiko, Sara unokahúga a szüleit.
Rita Goldberg a Cerrai Nagy Díszteremben jelenti be Jack első kutatási sikereit. Keikót eközben laminálják, de elszabadul és dühöngeni kezd. Rátámad Eve-re és Griswold-re, de végül lezuhan egy épület tetejéről, amikor Griswold az érintésével megzavarja.
2478-ra Jack zöldbe borította a Cerrát, Sara újra szabad lesz és Griswolddel meglátogatják a doktor feleségének sírját, ahol csókot váltanak.

## Szereplők
| Szereplő                        | Eredeti hang                                         | Magyar hang        |
| ------------------------------- | ---------------------------------------------------- | ------------------ |
| Dr. Jack Griswold               | Vanness Wu (angol és mandarin)                       | Tokaji Csaba       |
| Szuzuki Keiko                   | Josie Ho (angol és kantoni) / Tanaka Csie (mandarin) | Bogdányi Titanilla |
| Rita Goldberg                   | Alison Lester                                        | Sallai Nóra        |
| Sara Integra / Eve1135          | Petrina Kow                                          | Nádorfi Krisztina  |
| a „Farkasok” bandavezére        | N/A                                                  | Előd Botond        |
| bemondó a báránybutikban        | N/A                                                  | Kelemen Kata       |
| eladó a bárány szépségszalonban | N/A                                                  | Pipó László        |
| narrátor, stáblista felolvasása | –                                                    | Korbuly Péter      |

## Forgatás
A LaMB története Carmelo S. J. Juinio Laminated Woman: To the Sand Planet Cerra című eredeti forgatókönyvén alapul. A szerző a 2007-es Animax taisó egyik döntőse volt. A filmet Tei Rjószuke rendezte, az illusztrációkat Szoedzsima Jaszufumi készítette.
A szereplők öltözetét a New York-i Vivienne Tam divattervező alkotta meg, az öltözetek a valóságban is elkészültek, s a LaMB-hez kapcsolódó eseményeken be is mutatták őket Ázsia szerte.
A film megjelenése a felhasználó által létrehozott tartalmakban rejlő lehetőségekre hívja fel a figyelmet. A film több nyelven készült el, angolul a délkelet-ázsiai régió, mandarin nyelven Kína, kantoni nyelven Hongkong, hindiül India és japánul az Animax Japán számára.

## Megjelenések
A LaMB szingapúri (és egész délkelet-ázsiai) bemutatója 2009. március 24-én volt az Animax Ázsián, a csatorna első saját gyártású HD filmjeként, az Egyesült Államokban egy héttel később. Az Animax hálózata révén a számos országban bemutatták, Magyarországon szintén az Animax vetítette magyar szinkronnal, először 2011. január 29-én, majd az AXN Sci-Fi-n is látható volt.
Az animációs film mellett kapcsolódó zenés videók, webmanga, mobil illusztrált regények, mobilepizódok (mobisodes), és online és mobiljátékok is készültek 2008–2009-ben. A játékalkalmazásokat a Sony Pictures Television fejlesztette. A játékokban a játékos a „lamináláspárti” és „laminálásellenes” oldal valamelyikére állhat. Mobil- és PSP-felhasználók számára a GamersFirst négy nagy egységre tagolt játékot is készített.
A LaMB főtémája a Simple Plan I Can Wait Forever című dala, de a The Click Five Summertime című dala is hallható a filmben. A Peach Blossom Media mindkét dalhoz készített zenés videót, amelyeket az Animax mutatott be Ázsiában és online 2008 decemberében.

## Fogadtatás
A Mondo magazin kritikájában a LaMB pásztor-bárány motívumát Pügmalión mítoszához és annak Frank Wedekind általi, Pandóra szelencéje című feldolgozásához hasonlítja: „ahogy Lulu is férjről férjre változik, a bárány szintúgy pásztorához igazodva teszi a dolgát”.